# Akkordeon Akut
Akkordeon Akut ist der Titel eines Weltmusikfestivals, bei dem das Akkordeon und verwandte Instrumente sowie deren Einsatzvielfalt im Vordergrund stehen. Das Festival findet seit 2010 jährlich im Herbst in Halle (Saale) statt.

## Aufbau des Festivals
Das Festival baut auf der Tradition mitteldeutscher Akkordeonmanufakturen auf, die bereits kurz nach der Erfindung des Akkordeons Mitte des 19. Jahrhunderts unter anderem in Gera, Magdeburg und Klingenthal (heute noch existent) in Vielzahl entstanden. So bindet Akkordeon Akut neben internationalen Künstlern auch die regionale Szene mitteldeutscher Akkordeonisten ein. Beweggrund zur Gründung des Festivals 2010 war der Vergleich mit musikalischen Traditionen anderer europäischer Länder wie dem Finnischen Tango, dem Wienerlied, der italienischen Tarantella oder der französischen Musette u. v. m., in denen das Akkordeon (und artverwandte Instrumente) fest in der Alltagskultur verwurzelt ist und dem dort bereits früher Festivals gewidmet werden. Akkordeon Akut präsentiert als einziges Festival seiner Art in Mitteldeutschland das Akkordeon fernab von volkstümlicher Musik in seiner musikalischen Einsatzbreite.
Programmatisch findet das Festival mit einem internationalen Doppelkonzert im Opernhaus Halle, das meist Folkrichtungen aus aller Welt gewidmet ist, seinen Höhepunkt. Um auch Akkordeonmusiker der Region vorzustellen, widmet sich ein Teil des Festivals Nachwuchs- und Szeneformationen aus Mitteldeutschland, die in der Reihe Akkordeonrallye innerhalb des 5-tägigen Festivals auftreten. Weitere feste Bestandteile von Akkordeon Akut sind neben dem Jugendensemble Landes-Akkordeon-Ensemble Sachsen-Anhalt eine Stummfilmreihe mit Live-Akkordeon Begleitung sowie kleinere Clubkonzerte deutscher und internationaler Formationen, die Vielfalt und Einsatzbreite des Instruments jenseits volkstümlicher Musik aufzeigen.

## Bisherige Künstler (Auswahl)
Richard Galliano (F), Motion Trio (PL), Didier Laloy & S-Tres (B), Riccardo Tesi] (I), Johanna Juhola (FIN), Korrontzi (E), Danças Ocultas & Maria João (P), Rabih Abou-Khalil, Quadro Nuevo, Kroke (PL), Thomas Wittenbecher (D), Cathrin Pfeifer (D), Tobias Morgenstern (D), Landes-Akkordeon-Ensemble Sachsen-Anhalt (D), Salon Pernod (D), Axel Prahl (D), Manfred Leuchter (D), DakhaBrakha (UA), Kimmo Pohjonen (FIN), Bobo&Herzfeld (D) u. v. m.